# Rappenhohn
Rappenhohn ist ein Ortsteil von Overath im Rheinisch-Bergischen Kreis in Nordrhein-Westfalen, Deutschland.

## Lage und Beschreibung
Rappenhohn liegt auf einer Anhöhe mit weitem Blick über das Bergische Land. Vom Zentrum Overath ist es über die ansteigende Straße Ferrenberg und die Rappenhohner Straße zu erreichen. An der Gabelung der beiden Straßen liegt der parkartig angelegte Friedhof Rappenhohn.

## Geschichte
Rappenhohn wurde erstmals im 13. Jahrhundert als Rapinhain urkundlich erwähnt. Das Bestimmungswort Rappo ist ein Personenname, Hagen und seine Nebenform Hain gehören zu den Hag-Namen, die ein umfriedetes, umzäuntes, umstelltes Grundstück bezeichnen.
Die Topographia Ducatus Montani des Erich Philipp Ploennies, Blatt Amt Steinbach, belegt, dass der Wohnplatz bereits 1715 drei Hofstellen besaß, die als Rappenhohn beschriftet sind. Carl Friedrich von Wiebeking benennt die Hofschaft auf seiner Charte des Herzogthums Berg 1789 als Rapper. Aus ihr geht hervor, dass der Ort zu dieser Zeit Teil der Honschaft Balken im Kirchspiel Overath war.
Der Ort ist auf der Topographischen Aufnahme der Rheinlande von 1817 unbeschriftet verzeichnet. Die Preußische Uraufnahme von 1845 zeigt den Wohnplatz unter dem Namen Rappenhohn. Ab der Preußischen Neuaufnahme von 1892 ist der Ort auf Messtischblättern regelmäßig als Rappenhohn verzeichnet.
1822 lebten 20 Menschen im als Hof kategorisierten Ort, der nach dem Zusammenbruch der napoleonischen Administration und deren Ablösung zur Bürgermeisterei Overath im Kreis Mülheim am Rhein gehörte. Für das Jahr 1830 werden für den als Hof bezeichneten Ort 24 Einwohner angegeben. Der 1845 laut der Uebersicht des Regierungs-Bezirks Cöln ebenfalls als Hof kategorisierte Ort besaß zu dieser Zeit unter dem Namen Rappenholm fünf Wohngebäude mit 30 Einwohnern, alle katholischen Bekenntnisses. Die Liste Einwohner und Viehstand von 1848 zählt 24 Bewohner und nennt Namen: Gebrüder Hoeck, Christian Hermanns, Peter Vorsteher, Wilhelm Vogel, Christoph Miebach und Geschwister Over, alle von Beruf Ackerer. Die Gemeinde- und Gutbezirksstatistik der Rheinprovinz führt Pappenhohn 1871 mit sechs Wohnhäusern und 43 Einwohnern auf. Im Gemeindelexikon für die Provinz Rheinland von 1888 werden für Rappenhohn fünf Wohnhäuser mit 23 Einwohnern angegeben. 1895 besitzt der Ort sechs Wohnhäuser mit 19 Einwohnern, 1905 werden fünf Wohnhäuser und 28 Einwohner angegeben.